# نادي جيلا
نادي جيلا (بالإيطالية: SSD Città di Gela)‏ المعروف باسم جيلا فقط، هو نادي كرة قدم إيطالي يقعُ مقره في جيلا، صقلية.

## التاريخ
تأسَّس النادي عام 1975 وأعيد تأسيسه عامي 2006 و 2011. لعب جيلا 2005-2006 في دوري الدرجة الأولى (C1/B)، ولكن بعد إفلاس النادي، تم قبول مجتمع جديد، بالفئة الحالية، في دوري الدرجة الثانية (C2). بعد المتاعب المالية، أعيد تأسيسُ النادي باسم جيلا يوفنتوس تيرانوفا في عام 1995، بعد الاندماج بين فريق يوفنتينا جيلا وتيرانوفا جيلا، وهو فريق صغير من المدينة بالاسم الحالي في عام 2006. اكتسبَ نادي جيلا بعض الشعبية في عام 2005 بسبب التزاماته، في إحدى مدن صقلية حيث المافيا أقوى. في صيف 2010، لم يفز جيلا كالتشيو بلقب ليجا برو الدرجة الأولى (بالإيطالية: Lega Pro Prima Divisione)‏ ما أدى إلى فشل العديد من الفرق في العودة إلى هذا الدوري. في صيف 2011، لم يستأنف ضد استبعاد كوفيسوك واستبعاده من كل كرة القدم. ومع ذلك، تم إصلاح النادي في نفس العام وانضم إلى فئة راغوزا الثالثة (بالإيطالية: Terza Categoria Ragusa)‏ في الفترة من 2011 إلى 2012، واحتل المركز الخامس في المجموعة الأولى من قسم راغوزا وفي 27 سبتمبر 2012 طلب جيلا للإدراج في المجموعة الأولى من صقلية في الدرجة الثانيّة. تم قبوله. تم قبول النادي في الفئة الأولى في صقلية قبل موسم 2013-14. في 23 فبراير 2014، قبل 4 أيام من انتهاء الموسم، فازت جيلا ببطولة الفئة الأولى صقلية (المجموعة H) وتم ترقيةُ النادي إلى صقلية. في 17 أبريل 2016، فازت جيلا ببطولة صقليّة (Group A) وتم ترقيتها إلى الدوري الإيطالي الدرجة الرابعة 2016–17. في 25 يونيو 2019، فشل الفريق، في العودة إلى الدرجة الرابعة. في عام 2020 تمت ترقية الفريق في بريما كاتيجوريا.

## روابط خارجية
- الموقع الرسمي